# 我11
《我11》（11 Flowers）是一部中法合拍、由王小帅执导的剧情片。本片是继《青红》之后导演「自传三部曲」中的第二部。2012年5月9日在法国上映，5月18日在中国上映。

## 剧情
1975年到1976年间的文革末期，在中国西南一个偏远山区的小镇上，一个11岁男孩亲歷了一件杀人事件。故事背景反映了文革后期的民众生活状态，其中包括當時被卷入三线建设的知识分子在落后地区的家庭生活、文革武斗的余波、毛时代等级社会的权力结构及年轻人对于未来的茫然。影片充满“懵懂的性、无法释怀的情感以及死亡”。
王憨是个11岁的学生，他与八拉头、小老鼠和卫军四人是经常一起玩的亲密伙伴。有一天，他被老师选为领操员，为了能自信地站在所有同学前面做好领操工作，他恳求妈妈为他买一件白衬衫。刚开始妈妈不舍得花钱没同意，王憨就和她赌气，后来妈妈终于花了一年布票买来衣料亲手做成一件白衬衫给他，他也因此对这件白衬衫爱如珍宝。
在一次与伙伴在河边嬉闹时，王憨的衬衫意外掉下水漂在了水中，王憨因此怪罪于三个伙伴，惹得三人气愤离去。王憨将衬衫捞起后，就在他将它晾在树枝上快速风干时，腹部中弹的杀人犯谢觉强逃命路过，为了止血将衬衫抢去逃进山林。王憨为了取回心爱的衬衣竟到山林中找逃犯，两人相遇后谢觉强一方面要王憨为他找来止血草，另一方面威胁王憨不要将自己的藏身地泄露给别人，并保证他以后一定归还一件新衬衫。王憨回家后对母亲撒谎说衬衫顺着河水漂走了，母亲对此也很生气。后来王憨为了与三个闹翻的伙伴和好，竟然告诉了他们逃犯藏身之处的秘密，而爱说话的小老鼠立即将这个消息告诉了老师。许多武警包围那片山林搜捕谢觉强，但沒有結果。
最後，在一个夜晚纵火的谢觉强被抓住了，以杀人纵火的罪名被判处死刑。后来从监狱邮寄来一件给王憨的白衬衫，原来是谢觉强托付父亲为他买来，并请监狱方面代为寄送归还他的。
故事的結尾，四個孩子一邊聽着將要公開槍決一批死刑犯的廣播聲，一邊在跑向刑場的路上，當王憨聽到謝覺強的名字時就突然止步了。

## 演员表
| 演員     | 角色   | 備註 |
| 刘文卿   | 王憨   | 影片第一主角“我”，喜爱绘画，被老师选为学校的领操队员。他在一次与伙伴在河边嬉闹时，因意外丢失了母亲花了一年布票才凑齐的白衬衫，而认识了杀人逃犯谢觉强。 |
| 闫妮     | 邓美玉 | 王憨的母亲，女职工，育有一子和一女 |
| 王景春   | 王伯驹 | 王憨的父亲，小演员，爱教儿子绘画知识 |
| 王紫逸   | 谢觉强 | 觉红的哥哥，为了给遭强奸的妹妹觉红报仇而杀人纵火，最后被抓后判死刑                                                                                     |
| 莫诗旎   | 谢觉红 | 少女学生，被革委会陈主任强奸 |
| 曹世平   | 谢福来 | 谢觉强和谢觉红的父亲，10年前从上海上山下乡到贵州的知识分子，渴望能回到上海。妻子早逝，因家庭崩溃而无限悲痛                                             |
| 张珂源   | 八拉头 | 学生，王憨的好伙伴 |
| 钟国流星 | 小老鼠 | 学生，王憨的好伙伴 |
| 楼逸昊   | 卫军   | 学生，王憨的好伙伴 |
| 于越     | 周老师 | 王憨的老师 |
| 乔任梁   | 卫军哥 | 卫军的哥哥，文革武斗参与者 |

## 创作
本片是2010年中法签订合拍片框架协议之后的首部作品。法国某电视台和南方基金都有投资，本片的录音师、调光师、后期制作都有法国电影人的参与。2010年10月3日开拍。

## 评价
媒体综评72分，烂番茄新鲜度91%，收获不少好评。“由于这是根据导演自身经历改编，所以呈现出极致的精致自传感”，“尽管影片有浓厚的历史背景，但由于主体性的完美把握，政治诉求并没有影响故事的开展”，“影片与《十七岁的单车》有异曲同工之妙，都是来自于年轻人的共鸣”，“这是一个成长的故事，但它并不是《杀死一只知更鸟》的步调，虽然蕴含着惊悚和凶杀，但情节依然如蜜糖般香甜并螺旋式起伏”。